# سلکت سیتی‌واک

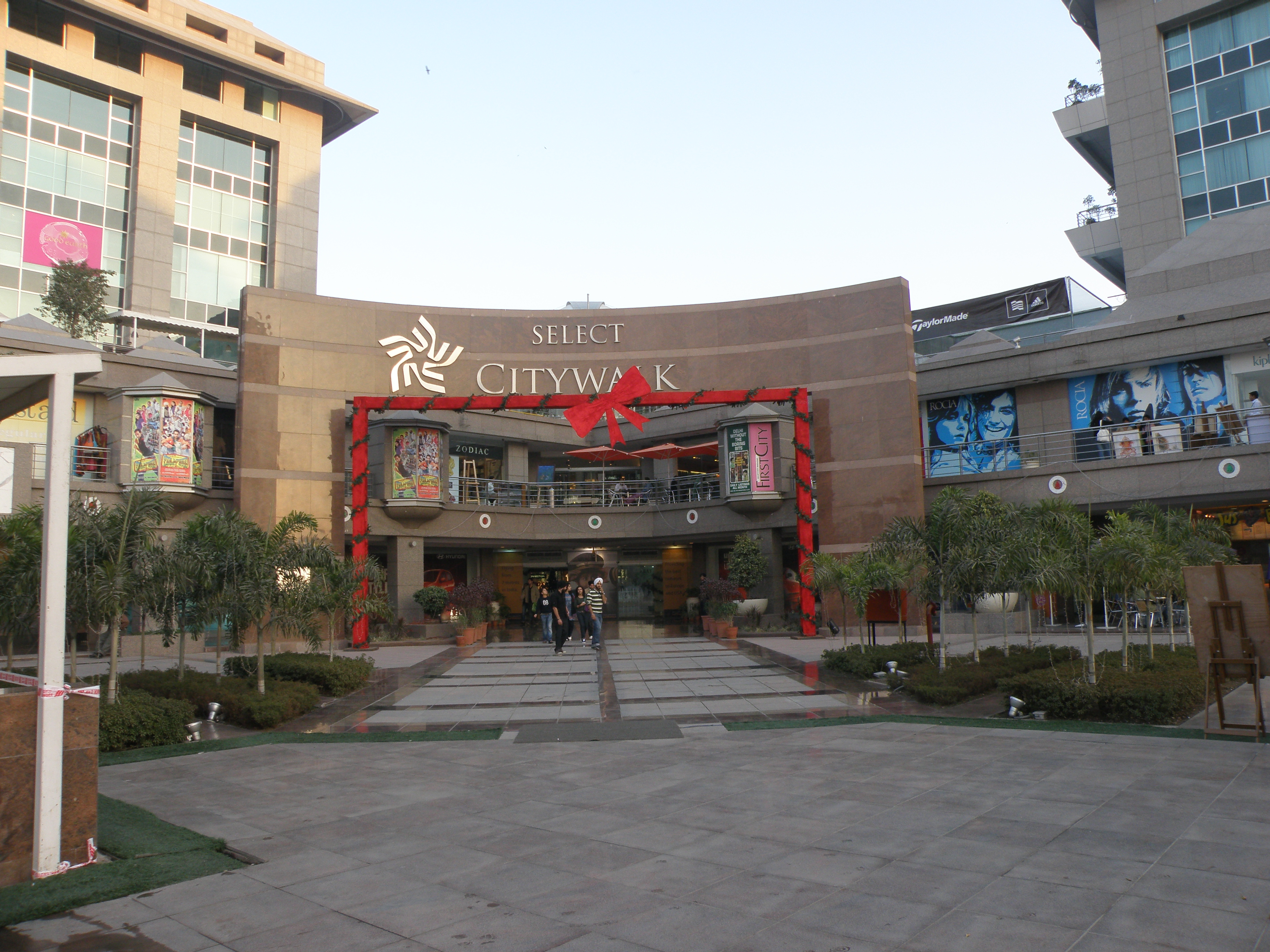
سردر سلکت سیتی‌واک

سلکت سیتی‌واک (به انگلیسی: Select Citywalk) یکی از مراکز خرید اصلی واقع در مرکز منطقه ساکت دهلی نو است. سلکت سیتی‌واک در اکتبر سال ۲۰۰۷ افتتاح شد.
سلکت سیتی واک در همسایگی ۳ مرکز خرید دیگر در این منطقه قرار دارد و به علت اینکه در این مجموعه پیش از ۳ مرکز خرید دیگر افتتاح شده‌است معمولاً نزد مردم برای اشاره به این منطقه از همین نام استفاده می‌شود.
این مرکز خرید در حال حاضر گران‌ترین مرکز خرید در دهلی است.